# Parkeergarage Raaks
De Parkeergarage Raaks is een ondergrondse parkeergarage in het de Noord-Hollandse stad Haarlem. De parkeergarage ligt aan de westrand van het Centrum. De garage ligt binnen het Raakskwartier in de buurt de Vijfhoek. De in- en uitrit bevindt zich aan de Zijlvest. 

## Omschrijving
De parkeergarage is de grootste publieke parkeergarage van de stad. De garage heeft een capaciteit van bijna 1000 voertuigen, waaronder 960 voor auto’s, zes voor motoren en zes mindervalide plekken. Deze plekken zijn verspreid over drie ondergrondse verdiepingen.
De in- en uitrit bevindt zich ter hoogte van Zijlvest 45. Deze toegang licht nabij de uitvalswegen: Wilhelminastraat richting de N205 en de Zijlweg via de Raaksbrug richting de N208. De parkeergarage kent een maximale doorrijhoogte van 2,0 m.

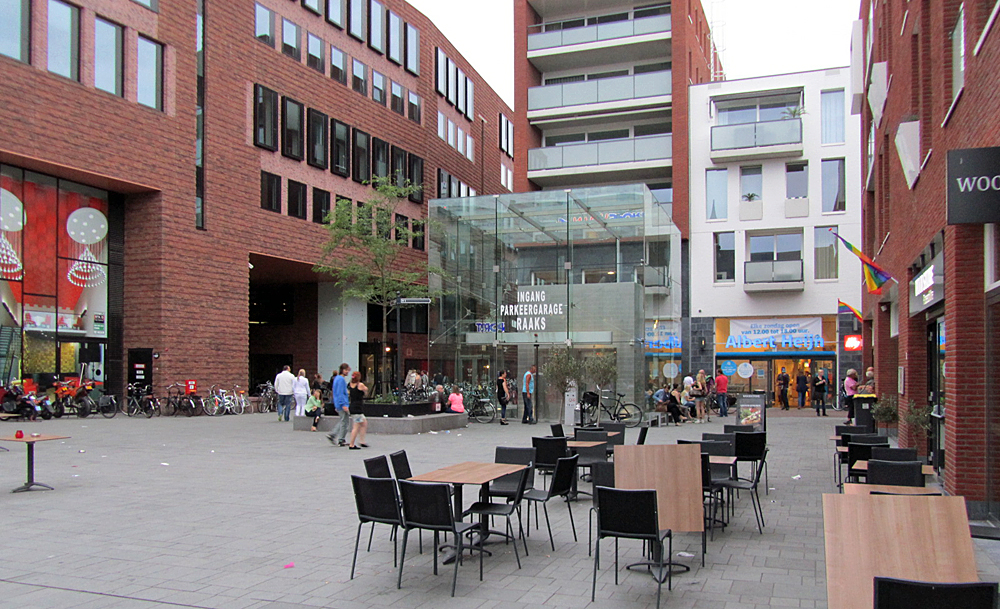
Het Hortusplein met ten midden van het plein de Glazen Kubus, de toegang tot de parkeergarage voor voetgangers

Men verlaat of bereikt zijn geparkeerde voertuig via een centrale ingang, de Glazen Kubus op het bovengelegen Hortusplein, dat te midden van het Raakskwartier ligt. De toegang bestaande uit letterlijk een glazen kubus was bij oplevering een van de grootste dragende glasconstructies in Europa en is ontworpen door Kraaijvanger Architects. De toegang beschikt over twee liften en een trap. Op het plein is de liftschacht voorzien van een striptekening, gemaakt door Nederlands illustrator en striptekenaar Thé Tjong-Khing.
Ook de aan het plein gelegen Albert Heijn beschikt over een lift die direct op de verschillende verdiepingen van de garage uitkomt.

## Geschiedenis

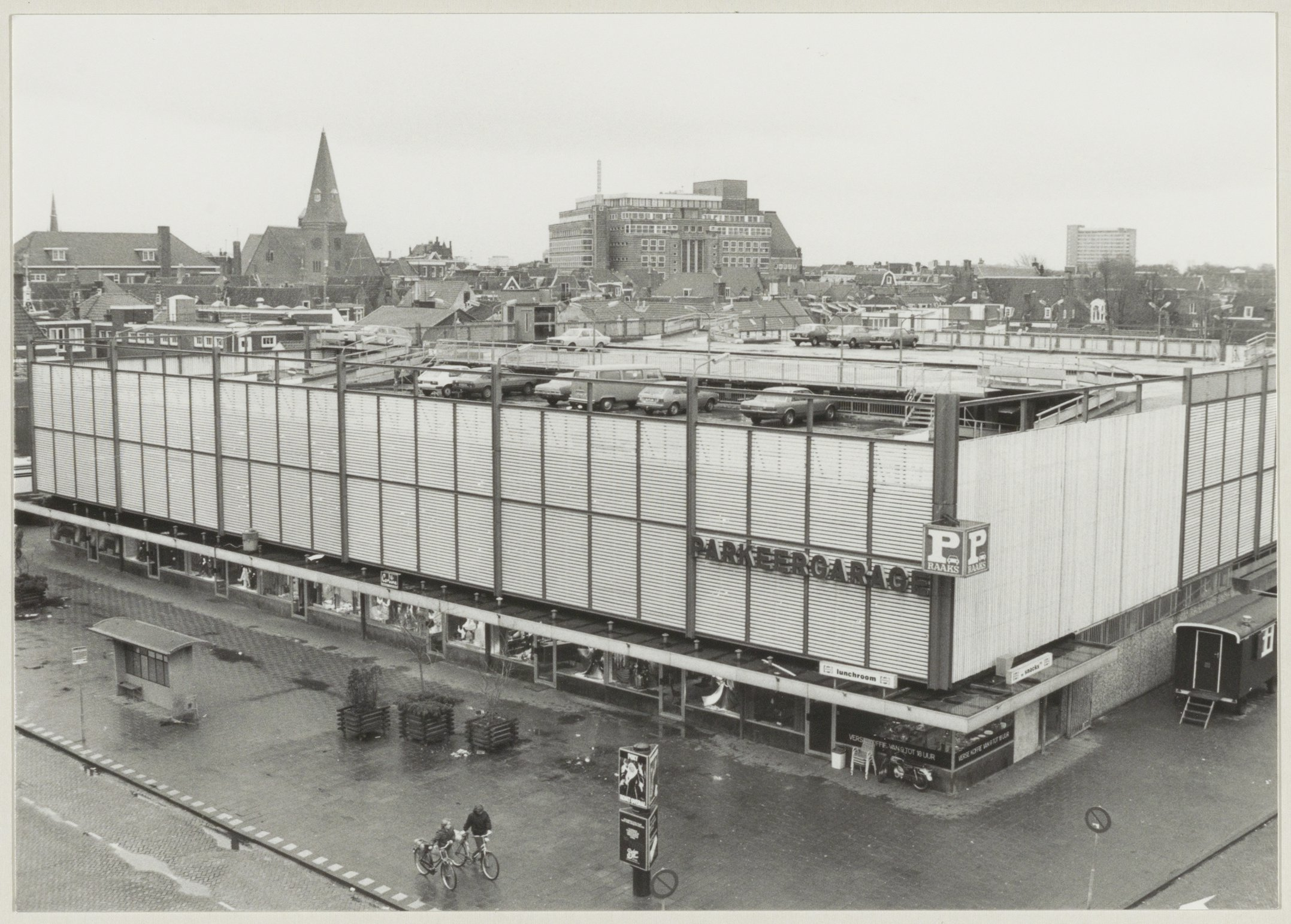
Zicht over de Raaks naar het zuidoosten, op de voorgrond de parkeergarage met winkels eronder anno 1979

De eerste garage op deze plek, die tevens de Parkeergarage Raaks heette, was een bovengrondse garage. Deze garage werd in de jaren 70 van de 20e eeuw gebouwd. En lag tussen de Raaks, Achterlangs, Zuiderstraat en Jacobstraat.
Eind 20e eeuw ontstonden er plannen om, op onder andere de plek van de parkeergarage grootschalige nieuwbouw te plegen. De parkeergarage werd begin jaren 00 van de 21e eeuw gesloopt. Het Raakskwartier verrees met daaronder een parkeergarage.